# Phyllocnistis magnoliaeella
Phyllocnistis magnoliaeella là một loài bướm đêm thuộc họ Gracillariidae, known from Hoa Kỳ (Florida, Georgia, Louisiana, Virginia, Kentucky, Maryland, New Jersey và New York). Ấu trùng ăn Magnolia acuminata, Magnolia grandiflora, Magnolia grandiflora, Magnolia umbrella, và Magnolia virginiana.